# R Vaishali
Rameshbabu Vaishali (Chenai, 21 de junho de 2001) é uma grande mestre de xadrez indiana. Ela é a terceira mulher na Índia a alcançar o título de grande mestre (GM) Tornando ela e seu irmão Praggnanandhaa a primeira dupla de irmãos a alcançar o título de grande mestre. Eles também se tornaram a primeira dupla de irmãos a se classificar para o Torneio de Candidatos.

## Carreira
Vaishali venceu o Campeonato Mundial Feminino de Xadrez Juvenil para Sub-12 em 2012 e Sub-14 em 2015. Em 2013, aos 12 anos, ela derrotou o futuro Campeão Mundial de Xadrez Magnus Carlsen, em uma competição simultânea, Carlsen realizou enquanto estava em sua cidade natal de Chennai, para o Campeonato Mundial de Xadrez de 2013.
Ela se tornou uma Grande Mestre Feminina (WGM) ao completar sua norma final no torneio de xadrez aberto da Universidade Técnica de Riga em Riga, Letônia, em 12 de agosto de 2018.
Vaishali fez parte da equipe vencedora da medalha de ouro na Olimpíada Online de 2020, onde a Índia conquistou sua primeira medalha.
Ela recebeu seu título de Mestre Internacional (IM) em 2021. Em 2022, Vaishali venceu o 8º Fischer Memorial, marcando 7,0/9 e ganhando sua segunda norma de Grande Mestre.
Vaishali jogou no tabuleiro 3 na seção feminina na 44ª Olimpíada de xadrez em Chennai, em julho-agosto de 2022. A equipe feminina da Índia ganhou a medalha de bronze por equipe, e Vaishali ganhou a medalha de bronze individual no tabuleiro 3.
Vaishali jogou no Tata Steel Challengers 2023, marcando 4,5/14 e derrotando dois GMs com classificação 2.600, Luis Paulo Supi e Jerguš Pecháč. Ela terminou em décimo segundo na classificação geral.
No Qatar Masters Open 2023, Vaishali recebeu sua norma de GM final após terminar com 5/9 e uma classificação de desempenho de 2.609.
Vaishali venceu o FIDE Women's Grand Swiss 2023, realizado na Ilha de Man, sem perder um único jogo e marcando 8,5/11, qualificando-se assim para competir no Torneio de Candidatas a ser realizado em Toronto, Canadá, em 2024.
Em dezembro, no IV El Llobregat Open Tournament 2023 na Espanha, Vaishali ultrapassou o limite de classificação Elo de 2.500, ganhando seu título de Grande Mestre e se tornando a terceira mulher e 84ª pessoa na Índia a receber o título.
Em 2024 jogou no Torneio de Candidatas onde terminou quarto lugar após o critério de desempate, seu desempenho chamou atenção por ter conseguido 5 vitórias em sequencia.
Em maio jogou no primeiro torneio feminino do Norway Chess, acabando em quarto lugar.
Em julho jogou no Biel Chess Festival, na seção dos desafiantes,  terminando em terceiro lugar, apesar de ser o menor rating do evento.
Representando a equipe feminina da Índia,  venceu a 45° Olimpíada de xadrez realizada em Budapeste. 

## Prêmios
Vaishali recebeu o Prêmio Arjuna do Presidente da Índia em 9 de janeiro de 2024.